# Röke kyrka
Röke kyrka är en kyrkobyggnad belägen i Röke, Hässleholms kommun. Den är församlingskyrka i Tyringe församling i Lunds stift och tillhör Svenska kyrkan.

## Röke gamla kyrka
Vid slutet av 1100-talet uppfördes en kyrkobyggnad i sten som troligen föregicks av en träkyrka. Under 1800-talet genomgick kyrkan flera om- och tillbyggnader. Vid slutet av 1800-talet fanns det planer på en omfattande ombyggnad med bland annat ett nytt kyrktorn. I maj 1904 fattade kyrkorådet istället beslutet att riva kyrkan och bygga en ny. Våren 1905 revs kyrkan, den senaste medeltida kyrka i Skåne som rivits.

## Kyrkobyggnaden
En ny kyrka byggdes i gotisk stil. Byggmästaren var Per Pettersson från Mellan-Grevie. Bygget kostade 49 000 kr. Fjärde söndagen i advent 1906 invigdes Röke nya kyrka. Den är byggd av putsad gråsten och har ett smalt och spetsigt torn.
1969 knackades ytterväggarnas puts bort och ersattes med ny. Kyrkan målades vit från att tidigare ha varit gul. På 1980-talet renoverades tornet eftersom det läckte in vatten. 2004 fick kyrkan och tornet nya tak. Då målades kyrkan även om.

## Inventarier
- Predikstolen från 1635 är ett barockarbete och har Christian IV:s monogram.
- Altartavlan från 1652 är placerad bakom dopfunten och visar Jesus som får fötterna begjutna med nardusolja och torkade av Maria Magdalenas hår.
- Korfönstret är utfört av en okänd tysk glaskonstnär och föreställer Jesus på Förklaringsberget med Mose och Elia och de tre lärjungarna Petrus, Jakob och Johannes.
- I vapenhuset finns det en ekdörr från 1200-talet. Den visades upp vid Baltiska utställningen i Malmö 1914. Kulhål i överstycket vittnar om krigstider.
- Bland textilierna finns en mässhake.
- Under orgelläktaren hänger det tavlor med namnen på församlingens kyrkoherdar sedan 1650. Här finns också ett minnesbrev över Karl XI med anledning av hans död 24 november 1697.
- Det finns två kyrkklockor, en från 1400-talet och en som tillkom genom en donation från Hanna Nilsson i Harastorp 1912. Den är en i stort sett identisk med storklockan i Västra Torups kyrka som göts samma år. De båda klockorna göts av Bergholtz klockgjuteri i Stockholm.  Klockorna.

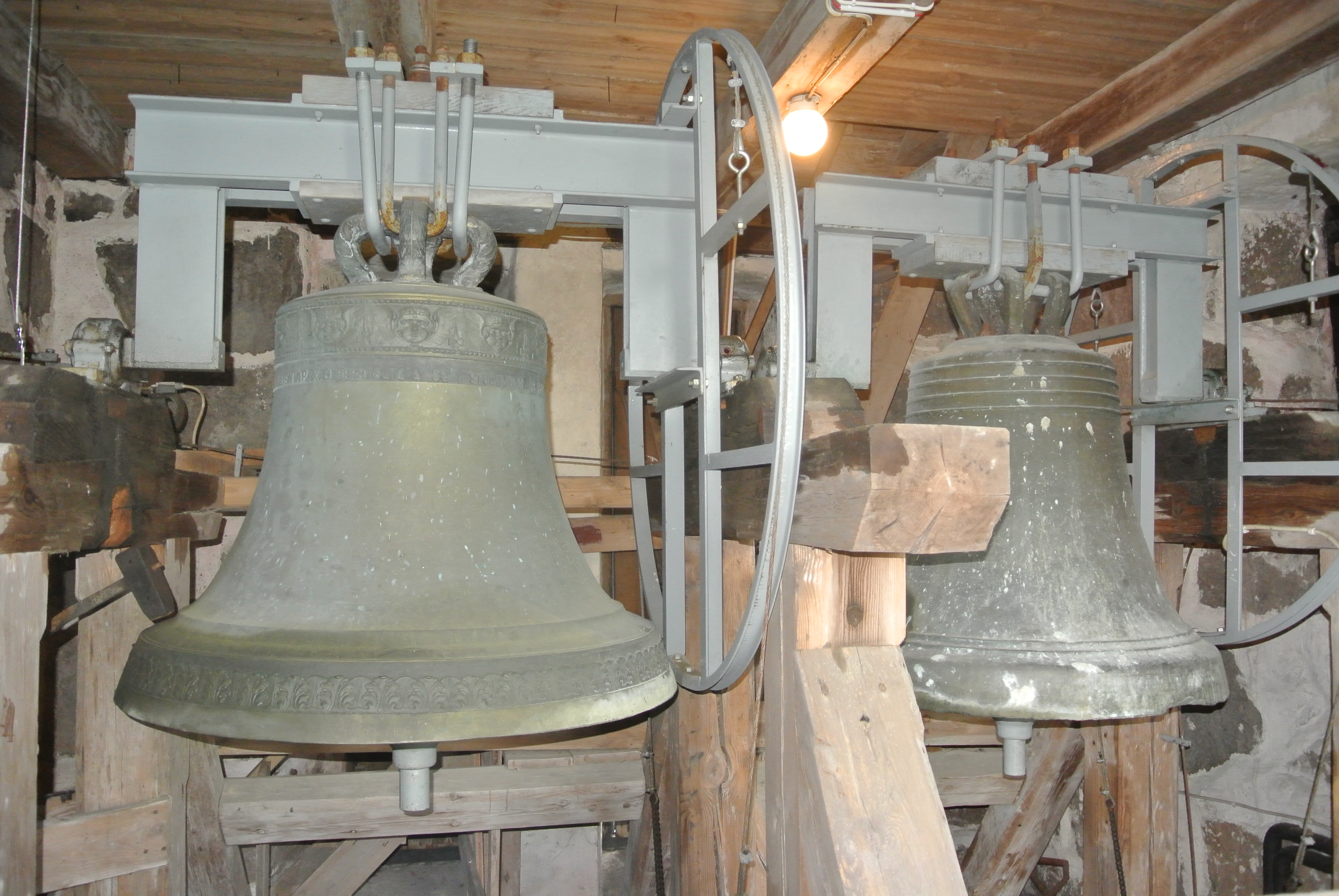
Klockorna.

- Tornuret tillkom 1959 som en gåva från syskonen Petronella, Assarina och Nils-Peter Nilsson i Hulshult.

### Orgel
- 1906 byggde Eskil Lundén, Göteborg en orgel med 10 stämmor.
- Den nuvarande orgeln byggdes 1964 av Wilhelm Hemmersam, Köpenhamn och är en mekanisk orgel. Orgeln har en ny fasad. Orgeln har renoverats både 1962 och 1993.

| Ryggpositiv I | Huvudverk II    | Pedal      | Koppel |
| Gedakt 8'     | Principal 8´    | Subbas 16´ | I/P    |
| Principal 4'  | Rørfløjte 8'    | Oktav 8'   | II/P   |
| Rørfløjte 4'  | Oktav 4'        | Nathorn 4' | I/II   |
| Blokfløjte 2' | Kobbelfløjte 4' | Oktav 2'   |        |
| Nasat 1 1/3'  | Oktav 2'        |            |        |
| Regal 8'      | Mixtur 3 kor    |            |        |

#### Kororgel
Den nuvarande kororgeln byggdes 1979 av A. Mårtenssons Orgelfabrik AB, Lund och är en mekanisk orgel.
| Manual            | Pedal   |
| Gedackt 8'        | Bihängd |
| Rörpommer 4'      |         |
| Principal 2'      |         |
| Nasat 1 1/3' B/D  |         |
| Crescendosvällare |         |

## Bilder

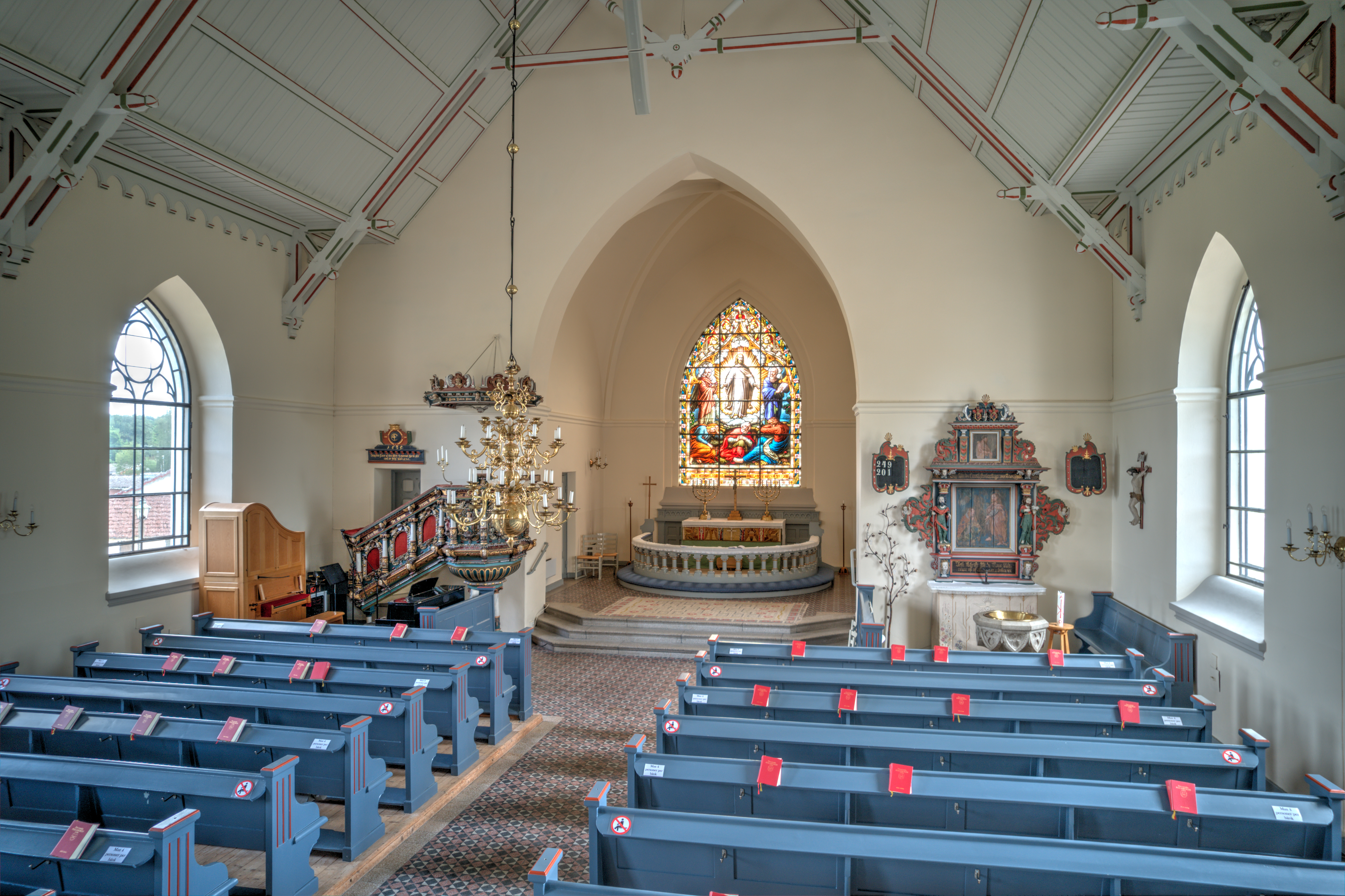
Kyrkans interiör mot koret.
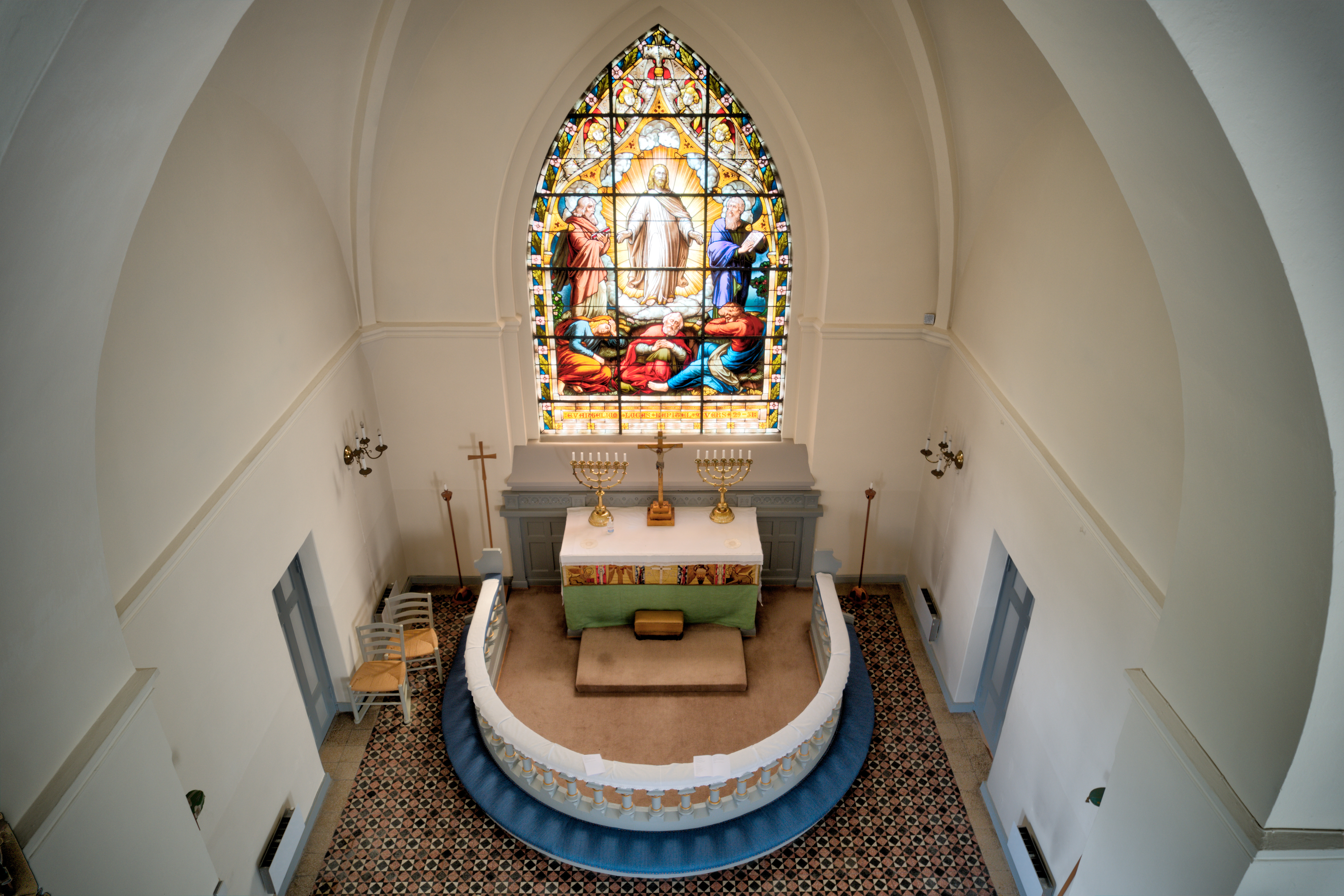
Koret i kyrkan med ett färgglatt fönster med motiv från berättelsen om Jesus på förklaringsberget.
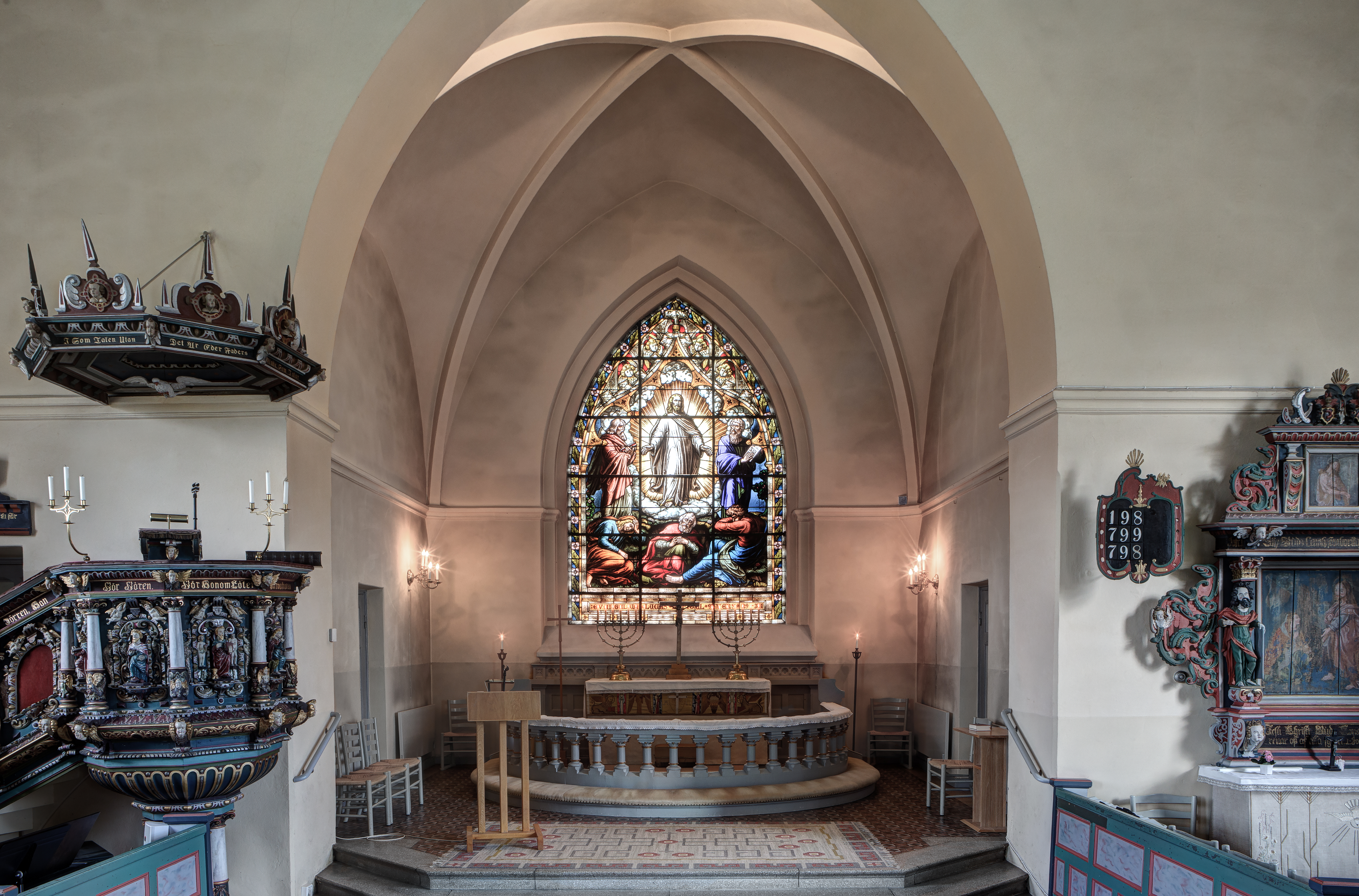
Koret omgivet av predikstolen till vänster och dopaltaret till höger.
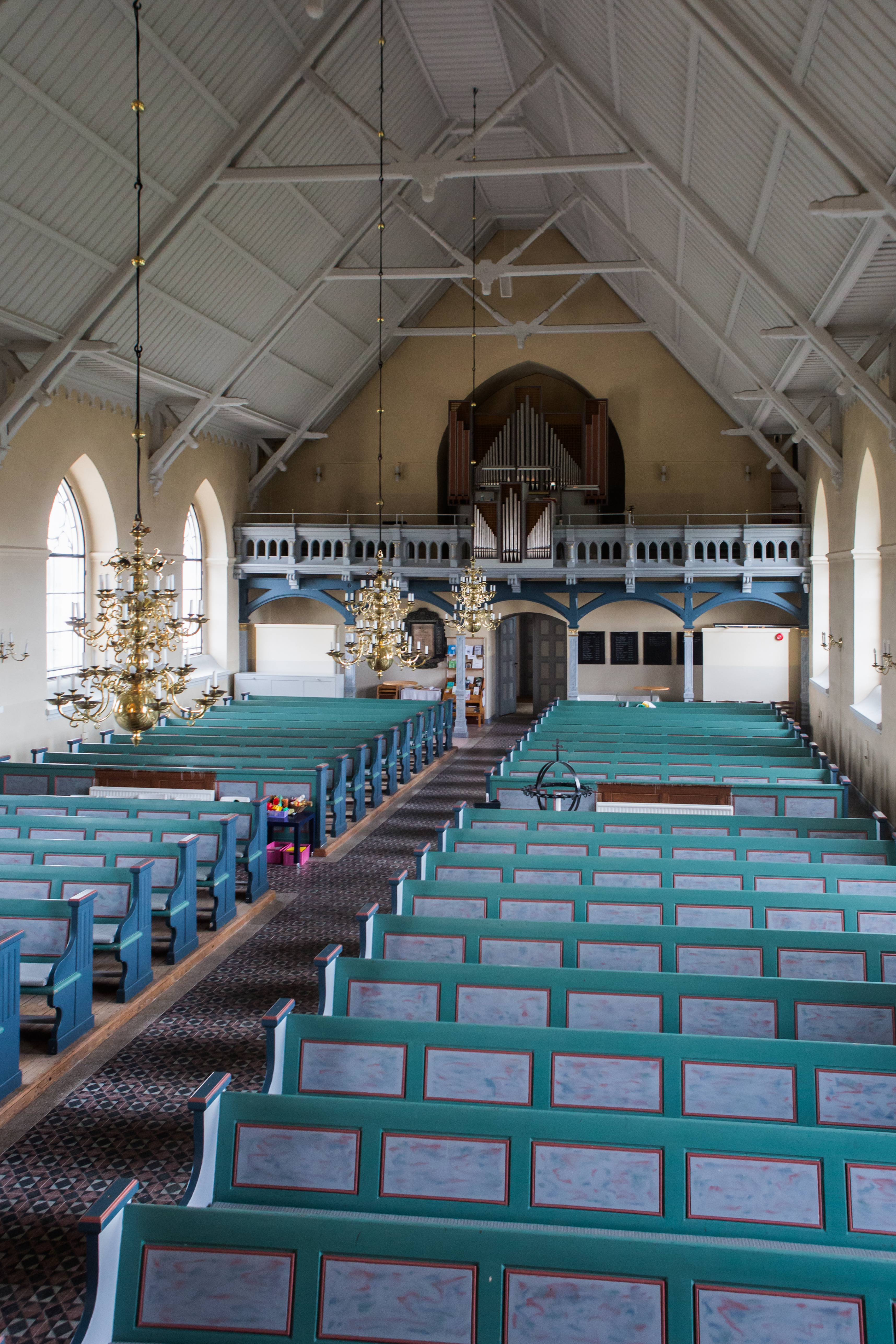
nteriören fotograferat uppifrån predikstolen.
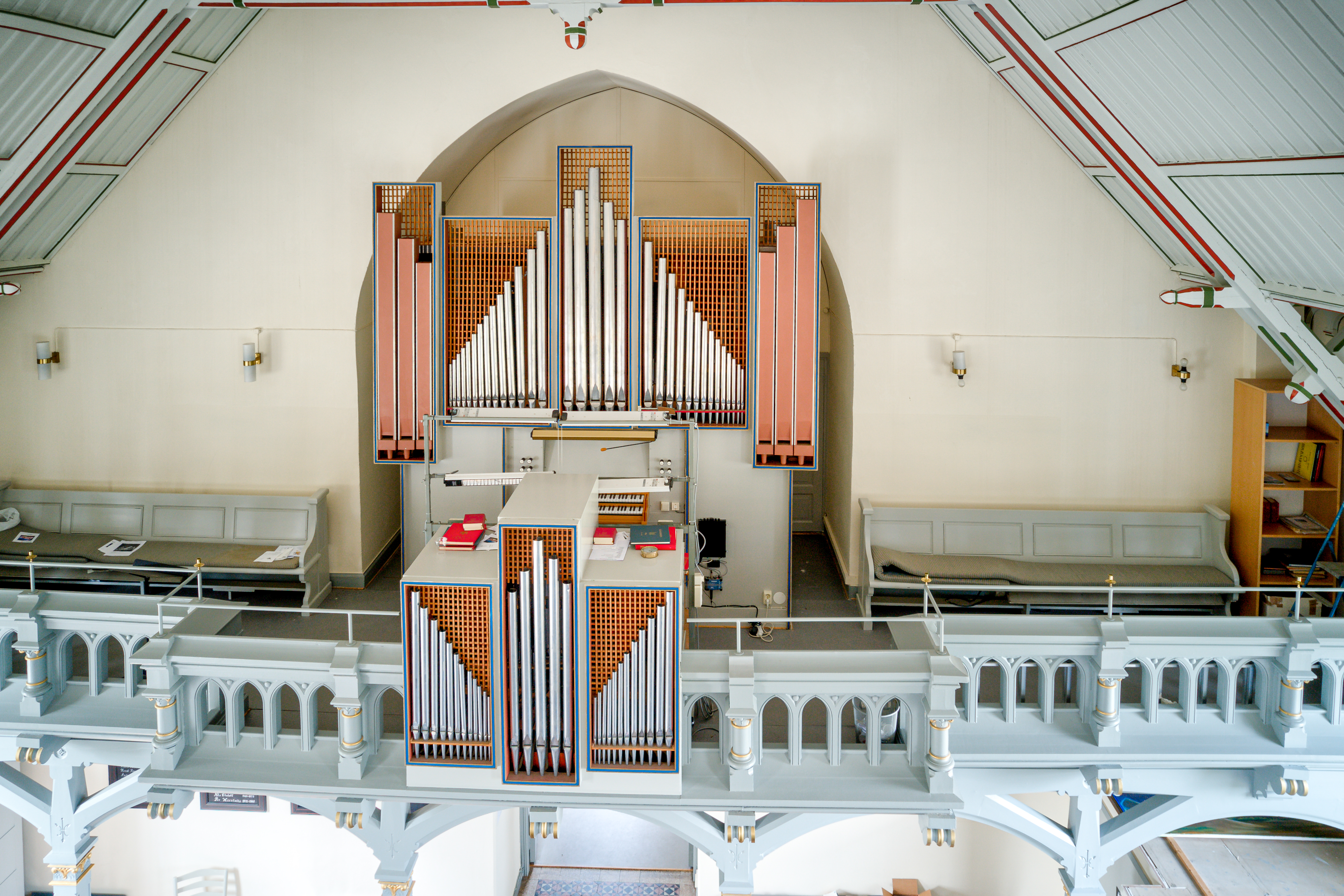
Orgelläktaren.
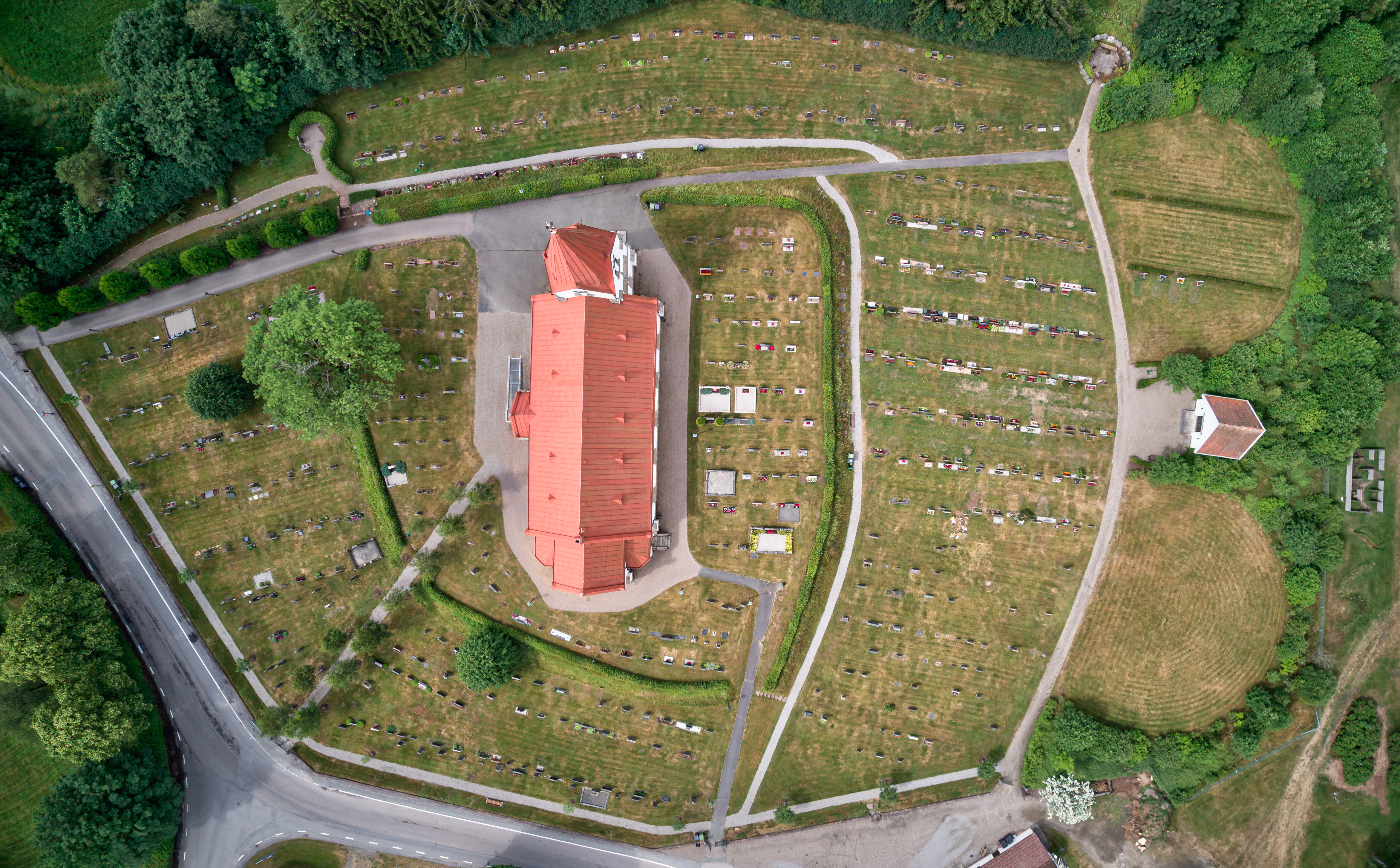
Kyrkan med omgivande kyrkogård. Till höger i bild syns gravkapellet.